# 尼默傑縣
尼默傑縣（Neemuch District）是印度中央邦的一個縣，位於該國中部，面積3,875平方公里，識字率為71.81%，人口在2001至2011年期間增長13.76%，2011年人口825,958，人口密度每平方公里213人。

## 外部連結
- Neemuch District web site （页面存档备份，存于）
- （页面存档备份，存于） List of places in Neemuch

24°28′12″N 74°52′12″E / 24.47000°N 74.87000°E